# Pays
Pays je platební brána založená v roce 2015 a je provozovaná českou firmou pays.cz s.r.o. Společnost poskytuje platební služby dle licence České národní banky. Uživatelé jsou komerční subjekty, města a obce výhradně v ČR. Mezi klienty platební brány Pays patří české e-commerce subjekty a firmy, jako jsou Aukro, ePojisteni.cz, smsticket, pivovar Bernard, Charita Česká republika, Český svaz biatlonu, Hlavní město Praha a další subjekty.

## Historie
- 2015 – Byla založena firma pays.cz s.r.o. a zahájeno licenční řízení u ČNB.[1]
- 2017 – Platební brána dosahuje milníku 1000 uživatelů, kterým poskytuje platební služby.
- 2019 – IT řešení bylo rozšířeno o platební služby Platební předpis, Platební odkaz a E-produkty.
- 2021 – Pays spouští společně s Českou spořitelnou a Global Payments „Chytré platební řešení“ pro velké organizace, města a obce.[8]

## Platební brána Pays
Platební brána je software, který se skládá z několika komponent. Jeho smyslem je zajištění bezpečné platby koncového zákazníka prodejci zboží nebo poskytovateli služeb.
Základní komponenty platební brány Pays:
- Jádro platebního systému
- API servery pro napojení příjemců plateb
- Pays administrace pro konfiguraci a nastavení parametrů
- E-mail a SMS servery pro komunikaci s obchodníky a zákazníky
- Pays web
- Pays zákaznická podpora

### Integrace platební brány do systémů
Platební brána je koncipována tak, aby ji bylo možno integrovat do většiny e-commerce platforem, které jsou běžné na českém trhu. Implementace je ve většině případů snadná a nevyžaduje odborné znalosti obchodníka. Připojení platební brány do prodejního systému je vyřešeno formou doplňku, který se nainstaluje a aktivuje. Mezi nejpoužívanější systémy, ve kterých je implementována platební brána Pays patří: Shoptet, Prestashop, WooCommerce, Wix, FAPI, FastCentrik, Mozello, Reservanto, Trevlix a smsticket.

### Platební metody
Pays poskytuje veškeré platební metody, které jsou běžně používány pro platby na internetu. K nejpoužívanějším patří platby kartou, QR platby, mobilní platby, SMS platby, platby převodem, Apple Pay, Google Pay a PayPal.